# Mulhall
Mulhall é uma cidade  localizada no estado norte-americano de Oklahoma, no Condado de Logan.

## Demografia
Segundo o censo norte-americano de 2000, a sua população era de 239 habitantes.
Em 2006, foi estimada uma população de 265, um aumento de 26 (10.9%).

## Geografia
De acordo com o United States Census Bureau tem uma área de
0,6 km², dos quais 0,6 km² cobertos por terra e 0,0 km² cobertos por água.

## Localidades na vizinhança
O diagrama seguinte representa as localidades num raio de 24 km ao redor de Mulhall.